# Олдехове
Олдехове — недостроенная колокольня в средневековом центре нидерландского города Леуварден. Она отклоняется от своей центральной оси больше, чем знаменитая Пизанская башня.
Олдехове — это курган, на месте которого в IX веке стояла католическая церковь Святого Витта. Строительство же современной башни началось в 1529 году, после того как жители Леувардена пожелали, чтобы их колокольня Святого Витта была выше, чем колокольня Св. Мартина в соседнем Гронингене. Во время строительства корпус башни стал наклоняться, крен пытались компенсировать путём добавления кирпичей, но это не помогло, и в 1532 году (по другим данным 1533 году) строительство остановили. Высота башни составляет 40 метров.